# 詹姆斯·吉尔雷

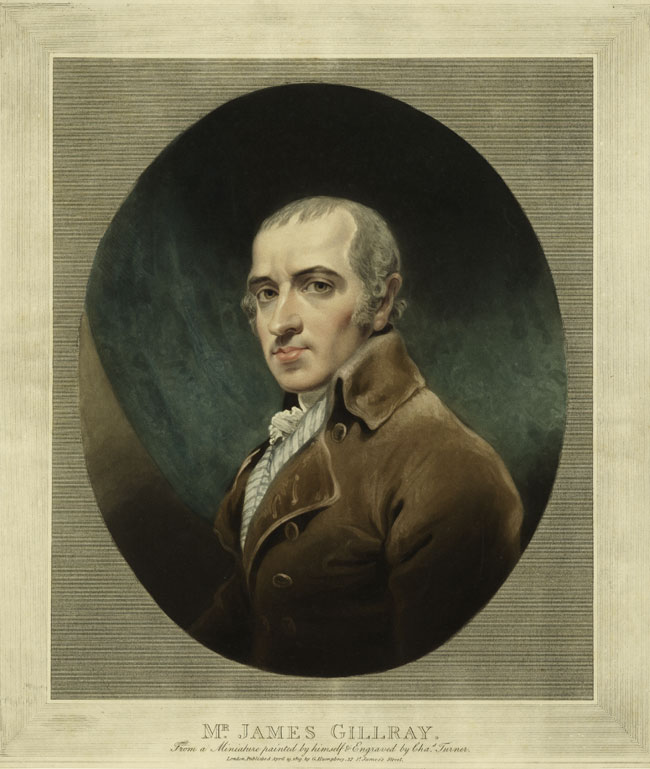
詹姆斯·吉尔雷

詹姆斯·吉尔雷（英語：James Gillray，1757年8月13日—1815年6月1日），英国讽刺漫画家和版画家，他的蚀刻版画政治和社会讽刺性强，主要发表在1792年到1810年间。
被稱為政治漫畫（political cartoon）的始祖。

## 讽刺漫画的艺术

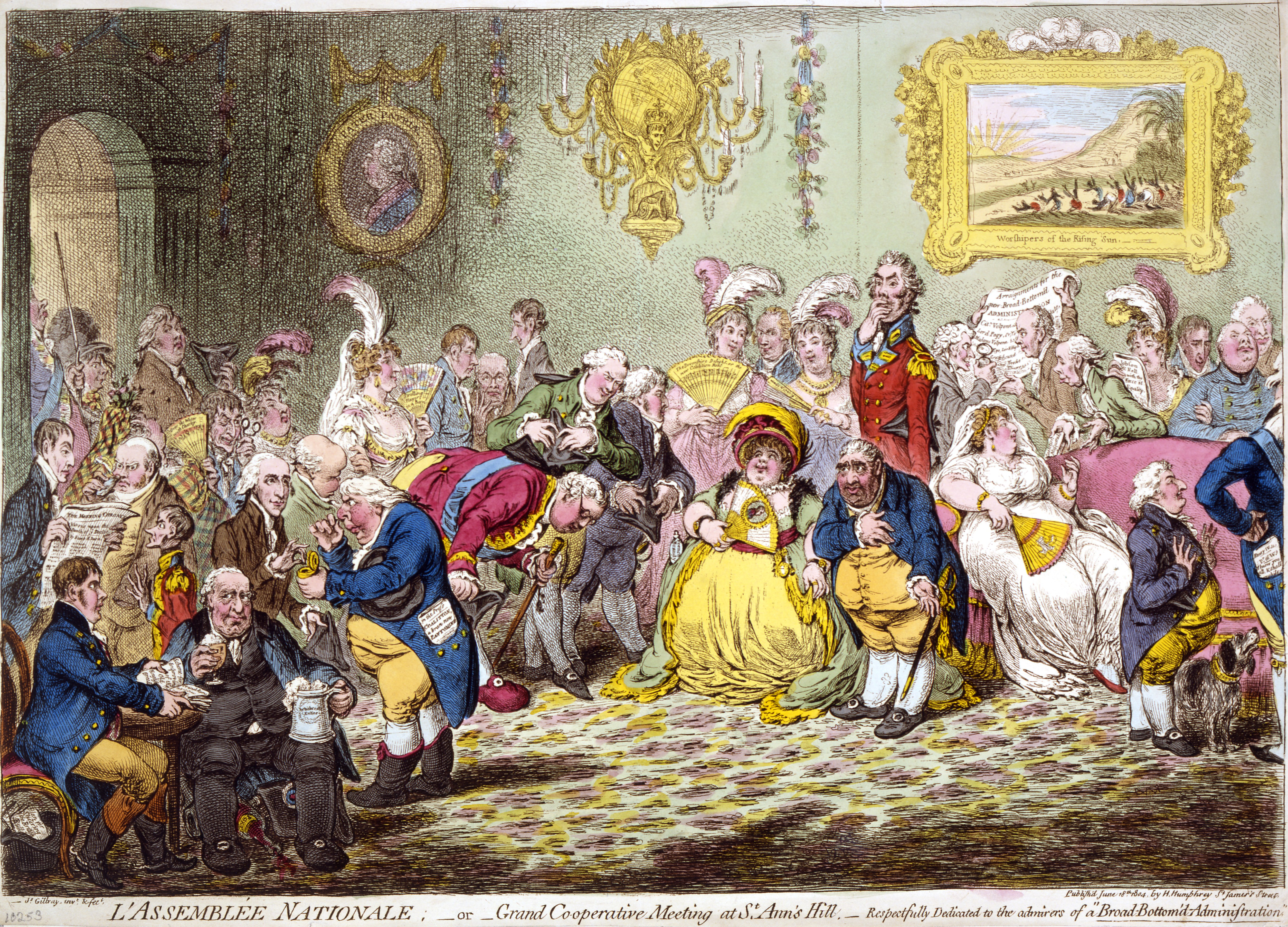
《'L'Assemblée Nationale》（国民议会）(1804)被称为“有史以来最有才华的讽刺漫画”，主要是由于它令人惊叹的相似性。威尔士亲王花了大量的金钱来禁止它，其版被毁。

吉尔雷的漫画一般分为两类，政治系列和社会系列，但重要的是不要把任何连续性和完整性的概念加到“系列”中。政治漫画描绘乔治三世统治的后期，是现存历史的重要和宝贵组成部分。它们不仅在英国发行，并且遍布整个欧洲，对英国国内和国外都有强大影响。在他的漫画中，乔治三世、乔治的妻子夏洛特皇后、威尔士亲王（后来的乔治四世） 、福克斯、小威廉·皮特、伯克和拿破仑·波拿巴是出现最多的人物。